# Frederick Wadsworth Loring
Frederick Wadsworth Loring (ur. 1848, zm. 1871) – dziennikarz, prozaik i poeta amerykański.
Frederick Wadsworth Loring żył krótko, nawet jak na realia XIX wieku. Urodził się 12 grudnia 1848 w Bostonie w stanie Massachusetts. Zmarł tragicznie 5 listopada 1871. Jego rodzicami byli David and Mary Hall Stodder Loring. Uczył się w Phillips Academy, a potem studiował na Harvard College. Opublikował zbiór wierszy The Boston Dip, and Other Verses (1871) i powieść Two College Friends (1871), dedykowaną przyjacielowi z uczelni, Williamowi Wiggelsworthowi Chamberlainowi. Był też współautorem książki Cotton Cultivation in the South (obok Charlesa F. Atkinsona) z 1869. Zginął z rąk Indian podczas napadu na dyliżans w Arizonie, znanego jako Wickenburg Massacre.
Współcześnie Loring należy do twórców zapomnianych, ale w jego własnej epoce był uważany za nadzieję literatury amerykańskiej. W czasopiśmie The Publishers' and Stationers' Weekly Trade Circular napisano: The death of Frederick Wadsworth Loring, regarded generally as the young man of most literary promise in all America, has been our greatest loss in literature.